# Cedar Grove (Floryda)
Cedar Grove – jednostka osadnicza w Stanach Zjednoczonych, w stanie Floryda, w hrabstwie Bay.